# 행복전쟁
《행복전쟁》은 1984년 10월 29일부터 1985년 11월 1일까지 방영된 KBS 2TV 일일 드라마(7시~8시대)이다.

## 줄거리
한 골목에 사는 네쌍의 맞벌이 부부가 매일매일을 살아가는 가운데 삶의 애환과 생활의 슬기를 다듬어 나가는 이야기를 그렸다.

## 등장 인물
- 민욱
- 이효춘
- 조옥희
- 이경표
- 이성웅
- 안병경
- 김선영